# Super Prestige Pernod 1973
De Super Prestige Pernod 1973 was de vijftiende editie van dit regelmatigheidsklassement in het wielrennen. Ten opzichte van het vorige seizoen telde de Ronde van Romandië voor het eerst mee voor het klassement. Ook telde dit jaar Luik-Bastenaken-Luik weer mee, maar leverde de Waalse Pijl geen punten op (deze koersen wisselden elkaar tussen 1970–1975 af in de Super Prestige Pernod). Er waren dit jaar in totaal twintig wedstrijden die meetelden op de kalender van de Super Prestige Pernod.
Eddy Merckx won het eindklassement voor het vijfde jaar op rij en werd daarmee de eerste renner die de Super Prestige Pernod vijfmaal won. Met zijn derde zege in Parijs-Roubaix evenaarde hij het recordaantal overwinningen in die koers. Een week later werd hij de eerste renner die Luik-Bastenaken-Luik viermaal won. Merckx deed dit jaar niet mee aan de Ronde van Frankrijk, maar won wel de Vuelta en de Giro. Door zijn Vueltazege werd hij de derde renner die alle grote rondes wist te winnen (na Jacques Anquetil en Felice Gimondi) en zijn Girozege was de negende grote ronde die hij won in zijn carrière, een evenaring van het record van Anquetil.
Tourwinnaar Luis Ocaña werd tweede in de eindstand. Hij was ook tweede geworden in de Vuelta en won het Criterium du Dauphiné Libéré voor de derde keer, een evenaring van het record van Nello Lauredi. De derde plaats in het klassement was voor Joop Zoetemelk. Daarnaast slaagde Eric Leman er dit jaar in om de Ronde van Vlaanderen voor de derde maal te winnen (in vier jaar tijd), een evenaring van het record in Vlaanderens Mooiste. Georges Pintens werd de eerste renner die Rund um den Henninger-Turm meermaals won. Deze renners eindigden echter niet in de top-tien van de eindstand. Behalve de Super Prestige Pernod werden er nog twee andere prijzen uitgereikt: de Prestige Pernod voor Franse renners en de Promotion Pernod voor Franse renners onder de 25 jaar.

## Wedstrijden
| Datum           | Koers                                   | Winnaar            |
| --------------- | --------------------------------------- | ------------------ |
| 11–17 maart     | Parijs-Nice (1973)                      | Raymond Poulidor   |
| 19 maart        | Milaan-San Remo (1973)                  | Roger De Vlaeminck |
| 26–30 maart     | Catalaanse Week (1973)                  | Luis Ocaña         |
| 1 april         | Ronde van Vlaanderen (1973)             | Eric Leman         |
| 15 april        | Parijs-Roubaix (1973)                   | Eddy Merckx        |
| 22 april        | Luik-Bastenaken-Luik (1973)             | Eddy Merckx        |
| 1 mei           | Rund um den Henninger-Turm (1973)       | Georges Pintens    |
| 26 april–13 mei | Ronde van Spanje (1973)                 | Eddy Merckx        |
| 8–13 mei        | Ronde van Romandië (1973)               | Wilfried David     |
| 8–13 mei        | Vierdaagse van Duinkerke (1973)         | Freddy Maertens    |
| 27 mei          | Bordeaux-Parijs (1973)                  | Enzo Mattioda      |
| 28 mei–4 juni   | Critérium du Dauphiné Libéré (1973)     | Luis Ocaña         |
| 18 mei–9 juni   | Ronde van Italië (1973)                 | Eddy Merckx        |
| 14–17 juni      | Grand Prix du Midi Libre (1973)         | Raymond Poulidor   |
| 30 juni–22 juli | Ronde van Frankrijk (1973)              | Luis Ocaña         |
| 22–26 augustus  | Ronde van Nieuw-Frankrijk               | Niet georganiseerd |
| 2 september     | Wereldkampioenschap in Barcelona (1973) | Felice Gimondi     |
| 30 september    | Parijs-Tours (1973)                     | Rik Van Linden     |
| 7 oktober       | Grote Landenprijs (1973)                | Eddy Merckx        |
| 13 oktober      | Ronde van Lombardije (1973)             | Felice Gimondi     |

## Eindklassementen

### Individueel
| Plek | Renner             | Punten |
| ---- | ------------------ | ------ |
| 1    | Eddy Merckx        | 465    |
| 2    | Luis Ocaña         | 310    |
| 3    | Joop Zoetemelk     | 190    |
| 4    | Felice Gimondi     | 185    |
| 5    | Freddy Maertens    | 165    |
| 6    | Bernard Thévenet   | 155    |
| 7    | Roger De Vlaeminck | 140    |
| 8    | Frans Verbeeck     | 138    |
| 9    | Raymond Poulidor   | 135    |
| 10   | Walter Godefroot   | 120    |

- Prestige Pernod: Bernard Thévenet
- Promotion Pernod: Régis Ovion

1959 · 1960 · 1961 · 1962 · 1963 · 1964 · 1965 · 1966 · 1967 · 1968 · 1969 · 1970 · 1971 · 1972 · 1973 · 1974 · 1975 · 1976 · 1977 · 1978 · 1979 · 1980 · 1981 · 1982 · 1983 · 1984 · 1985 · 1986 · 1987